# Leesburg, Ohio
Leesburg là một làng thuộc quận Highland, tiểu bang Ohio, Hoa Kỳ. Năm 2010, dân số của làng này là 1314 người.

## Dân số
- Dân số năm 2000: 1253 người.
- Dân số năm 2010: 1314 người.